# وسام الخليج والكويت
وسام الخليج والكويت ((بالفرنسية: Médaille du Golfe et du Koweït)‏، Médaille du Golfe et du Kuwait) ميدالية حملة عسكرية تم إنشاؤها في عام 1990 من قبل النظام الملكي في كندا لتكريم أفراد القوات المسلحة الكندية الذين شاركوا بشكل مباشر في حرب الخليج الثانية سواء في الأعمال العدائية بأنفسهم أو من خلال زيادة القوات قبل غزو العراق. حسب النظام الكندي للأوسمة فإنه يحتل المركز الثالث من حيث الأهمية بالنسبة إلى أوسمة الحرب.

## التصميم
صمم وسام الخليج والكويت من قبل بروس و. بيتي ويبلغ قطر الميدالية 36 ملم (1.4 بوصة) وتصنع من الروديوم والتنباك وتوجد على الوجه كلمات لاتينية وهي (إليزابيث الثانية، من خلال نعمة من الله، الملكة) وكلمة كندا محيطة به. ترمز الملكة إليزابيث الثانية إلى الشرف وبأنها القائد العام للقوات المسلحة الكندية. في الخلف إكليل الغار مع ورقة القيقب عند قاعدته مطوقة بكلمات: الخليج والكويت • 1990-1991 • الخليج والكويت.
تلبس هذه الميدالية على الجانب الأيسر من الصدر وتعلق بشريط واسع ملون بطول 31.8 ملم مع خطوط عمودية زرقاء فاتحة (الذي يمثل القيادة الجوية) وقرمزية (الذي يمثل قيادة القوات البرية) وزرقاء داكنة (القيادة البحرية) والأصفر (الذي يمثل الرمال). حدثت مصادفة بأن تشابه وسام الخليج والكويت ووسام الخليج البريطاني تماما. بعد إبلاغ الشركة المنتجة للأوسمة تقرر عكس الألوان في الوسام الكندي.
يتم منح الفرد وسام الخليج والكويت نظير الخدمة القتالية.

## الأهلية والتخصيص
في 2 أغسطس 1990 الملكة إليزابيث الثانية بناء على نصيحة لها من مجلس الوزراء برئاسة رئيس الوزراء بريان مولروني تم إنشاء وسام الخليج والكويت للاعتراف بأفراد القوات الكندية الذين خدموا في مسرح حرب الخليج الثانية. للحصول على الوسام يتوجب على الفرد أن يخدم لمدة 30 يوم متتالي ما بين 2 أغسطس 1990 و27 يونيو 1991 في منطقة الخليج العربي كجزء من عملية تحرير الكويت من القوات العراقية الغازية وأولئك الذين شاركوا بحد أدنى في يوم واحد في القتال المباشر مع العدو خلال الهجوم الذي استمر من 16 يناير إلى 3 مارس 1991 للحصول على شريط ميدالية إضافي. تم إصدار 4436 ميدالية جنبا إلى جنب إلى 3184 شريط.